# Giacobbe Anatoli
Giacobbe Anatoli (XIII secolo – XIII secolo) è stato uno scrittore, medico e traduttore italiano.

## Biografia
Di origini ebraiche, fu alla corte di Federico II e tradusse dall'ebraico moltissime opere di filosofi antichi, con una certa predilezione per Claudio Tolomeo. Fu un'emblematica figura del semitismo nel basso medioevo.